# Norwegian Reward
Norwegian Reward est le programme de fidélisation du groupe Norwegian. Il a été lancé en 2007. Il compte 8 millions de membres en 2018.
Chaque fois que les membres réservent un voyage avec Norwegian ou utilisent les services des partenaires de Norwegian Reward, des CashPoints sont gagnés. Les CashPoints sont identiques aux points bonus, 1 CashPoint est égal à 1 couronne norvégienne. Les points peuvent être utilisés pour payer des billets ou des produits connexes tels que des réservations de sièges ou des bagages. Norwegian Reward ne fonctionne pas avec les niveaux de statut traditionnels, mais les personnes qui volent souvent peuvent obtenir des avantages supplémentaires appelés "Rewards".
La Bank Norwegian est liée au programme d’avantages et avec la carte de crédit, les clients de la Norwegian Card gagnent des CashPoints sur tous leurs achats. Ils peuvent également gagner des CashPoints sur des achats effectués dans d'autres secteurs tels que les assurances, l'épicerie et les téléphones portables.
En 2017 et 2018, Norwegian Reward a remporté le prix du "Meilleur programme de fidélisation d’une compagnie aérienne en Europe / Afrique".